# Chiesa di San Marco (Ponzano di Fermo)
La Chiesa romanica di Santa Maria Mater Domini, attualmente nota con il nome di San Marco, è situata presso il comune di Ponzano di Fermo.

## Storia
Edificata nel XII secolo su una preesistente struttura tardo-imperiale (VI-VII secolo), l'antica e monumentale chiesa di S. Maria Mater Domini è sita a circa 500 m da Ponzano, su di un poggiolo, tra il colle dominato dal paese e l'altro colle sul quale in epoca medioevale erano arroccate le case del castrum Santa Mariae Mater Domini.
Intorno al 1530 la chiesa ha cominciato a chiamarsi San Marco e per tutto il XVI secolo è ricordata come Ecclesia S. Mariae Matris Domini sive S. Marci. Con fondata probabilità la nuova denominazione fu originata dallo sviluppo della rinomata Fiera di San Marco concessa da papa Paolo III nel 1537.
Nel 1805 il cardinal Brancadoro trasferì la parrocchia da questa chiesa a quella di Santa Maria a Piè del Ponte (oggi S. Maria) in Ponzano. Il 17 settembre 1966, dopo oltre un secolo di abbandono, fu riaperta al culto. Vi si svolgono eventi speciali come matrimoni, feste paesane o aperture straordinarie durante le giornate del Fai. D'estate è solita ospitare le serate del Festival "Armonie della sera". Attualmente la chiesa è visitabile solo all'esterno in quanto chiusa a seguito dei recenti eventi sismici.

## Descrizione

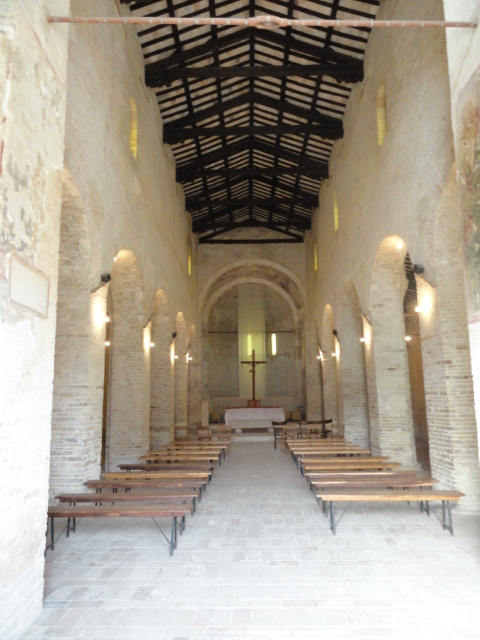
Interno, verso l'altare

L'asse longitudinale della chiesa è rivolta ad oriente secondo l'antico canone delle chiese romaniche.
Sorge in zona insediata in età romana: questo spiega perché all'interno siano conservati materiali romani (un capitello corinzio ora acquasantiera, un sarcofago ora altare, un'iscrizione funeraria, riusata come architrave) ma anche perché la muratura della chiesa reimpieghi verosimilmente laterizi romani.
Il corpo centrale della facciata è dominato dal portale ornato con mattoni tortili (XII secolo) e dalla porta destra meno ornata. Nella parte superiore svetta la possente mole del campanile (altezza 20 m) che si presenta come ricostruzione e sopraelevazione posteriore, databile al XV secolo.
La chiesa è divisa in tre navate, di cui la centrale più grande, con monofore a doppio strombo, allo stato originale. L'interno è ben conservato nella struttura originale, se si eccettuano le coperture delle navate laterali, ora a tetto a vista come la centrale ma in origine con volte a crociera. A differenza delle chiese monastiche, la zona dei laici è assai più lunga e la sopraelevazione del presbiterio risulta minima e senza cripta sottostante. Per una pieve infatti la presenza dei fedeli è lo scopo precipuo. 

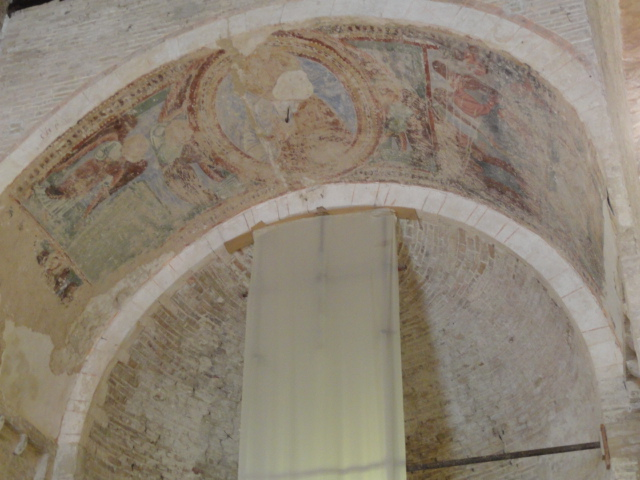
Arco trionfale

Sull'arco trionfale si scorgono affreschi con scene della Bibbia del XII secolo. L'abside sinistra conserva tracce di pittura del sec. XVII con le figure di San Marco e del Leone.
Sul primo pilastro, a destra di chi entra, si nota un affresco votivo del 1478 con le figure di san Giacomo e san Tommaso. I volti dei due santi, come pure le tracce di affreschi tutt'intorno al pilastro, rivelano la personalità artistica di Pietro Alima, molto attivo nel fermano nella seconda metà del XV secolo.
In fondo alla navata sinistra sono visibili una campana monumentale del 1290 ed un'acquasantiera del 1566 su cui è scolpita una testa di bue. Sull'altra navata è presente il Fonte di Marco per l'acqua benedetta risalente al 1584.

## Galleria d'immagini

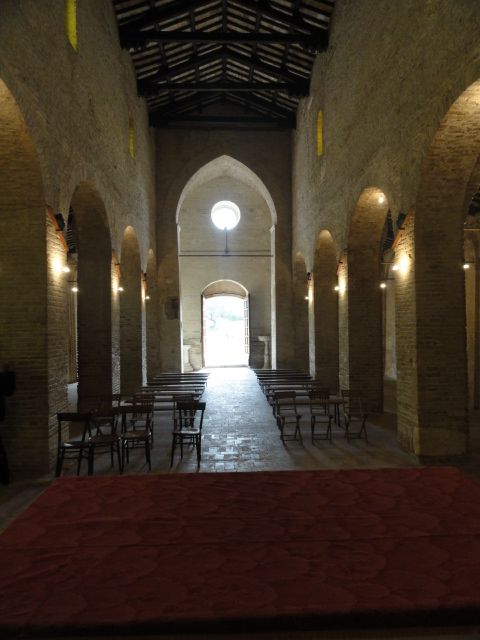
Interno, verso l'ingresso
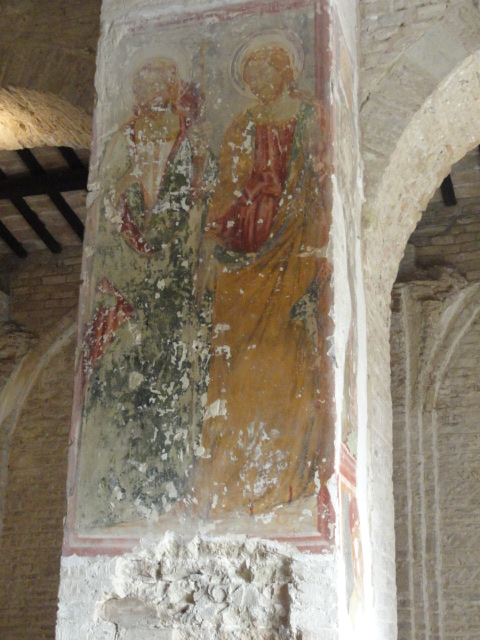
Affresco con le figure di san Giacomo e san Tommaso